# 広島市立戸坂中学校
広島市立戸坂中学校（ひろしましりつへさかちゅうがっこう）は、広島県広島市東区戸坂新町三丁目にある公立中学校。

## 沿革
- 1972年（昭和47年）4月1日 - 広島市立牛田中学校より分離され設立。

## 校区
- 広島市立戸坂小学校の校区 
  - 戸坂町、戸坂惣田一丁目、戸坂惣田二丁目、戸坂山根一丁目～戸坂山根三丁目、戸坂中町、戸坂千足一丁目、戸坂千足二丁目、戸坂山崎町、戸坂桜東町、戸坂桜西町、戸坂桜上町、戸坂くるめ木一丁目、戸坂くるめ木二丁目、戸坂出江二丁目
- 広島市立戸坂城山小学校の校区
  - 戸坂長尾台、戸坂出江一丁目、戸坂城山町、戸坂数甲一丁目、戸坂数甲二丁目、戸坂大上一丁目～戸坂大上四丁目、戸坂南一丁目、戸坂南二丁目
- 広島市立東浄小学校の校区 
  - 戸坂新町一丁目～戸坂新町三丁目、中山新町一丁目～ 中山新町三丁目、中山北町（1番1号～20号）、 中山上二丁目（2番49号～52号、8番～45番）

## 部活動

### 運動部
- 陸上競技部
- 男子バスケットボール部
- 女子バスケットボール部
- バドミントン部
- 卓球部
- サッカー部
- 男子ソフトテニス部
- 女子ソフトテニス部
- 女子バレーボール部
- 軟式野球部

### 文化部
- 吹奏楽部
- 科学部
- 美術部
- 放送部
- 茶道部

## アクセス
- JR西日本芸備線 戸坂駅下車
- 広電バス・広島バス「戸坂中学校」バス停から徒歩10分